# Sheri Biggs
Pour les articles homonymes, voir Biggs.
Sheryl Lynn Biggs, née le 28 mars 1970, est une femme politique américaine de Caroline du Sud. Républicaine, elle représente le 3e district de Caroline du Sud à la Chambre des représentants des États-Unis.
Biggs est originaire de Kosciusko, Mississippi. Elle est diplômée du lycée de Kosciusko en 1988, du Carolina Bible College avec un baccalauréat en ministères chrétiens et de l'université Samford avec un doctorat en pratique infirmière. Biggs sert dans la Garde nationale aérienne du Mississippi, atteignant le grade de lieutenant-colonel, et est infirmière praticienne.
En janvier 2024, un jour après que Jeff Duncan a annoncé qu'il ne se présenterait pas à la réélection pour le siège de la Chambre des représentants des États-Unis pour le 3e district de la Caroline du Sud, Biggs déclare sa candidature pour le siège aux élections de 2024. Elle se qualifie pour un second tour contre Mark Burns avant de la battre au second tour et de remporter l'élection générale.
Biggs et son mari, Bill, un homme d'affaires, soutiennent les campagnes politiques d'Henry McMaster pour le poste de gouverneur de Caroline du Sud et sont membres du comité qui organise les cérémonies de son investiture en 2023.